# Palugal
Palugal es una ciudad y nagar Panchayat situada en el distrito de Kanyakumari en el estado de Tamil Nadu (India). Su población es de 18276 habitantes (2011).

## Demografía
Según el censo de 2011 la población de Palugal era de 18276 habitantes, de los cuales 8756 eran hombres y 9520 eran mujeres. Palugal tiene una tasa media de alfabetización del 91,43%, superior a la media estatal del 80,09%: la alfabetización masculina es del 93,75%, y la alfabetización femenina del 89,28%.